# Otakar Pertold
Otakar Pertold (21. března 1884 Jaroměř – 3. května 1965 Praha) byl český indolog, historik náboženství, etnolog a religionista. Bývá považován za průkopníka religionistiky v Československu. Byl prvním profesorem religionistiky na Karlově univerzitě. Byl členem mnoha vědeckých komunit a za svého života publikoval mnoho knih a studií v odborných časopisech, především v souvislosti s východním náboženstvím.

## Život
Narodil se v Jaroměři. Roku 1902 odmaturoval na gymnáziu ve Slaném a poté začal studovat na Karlově univerzitě matematiku, filozofii a fyziku. Za nedlouho začal studovat orientální jazyky a náboženství Indie. Za těchto studií se dostal do Anglie, Francie, Nizozemska i Německa, kde navštěvoval přednášky indologa Paula Deussena. V roce 1908 studia završil doktorskou prací Herbatismus v pedagogické literatuře anglické a americké. Následující rok se poprvé vydal do Indie a na Cejlon. S příchodem první světové války odchází na frontu, ale již rok po jejím skončení se habilitoval díky práci Cejlonská božstva Gará a Girí. Příspěvek k poznání původního náboženství cejlonského. V roce 1920 vydává jedno ze svých stěžejních děl Základy všeobecné vědy náboženské. Mezi lety 1920-1923 pracoval jako konzul v indické Bombaji. Od roku 1927 působil jako mimořádný, od roku 1934 jako řádný profesor srovnávací vědy náboženské na Filosofické fakultě Karlovy univerzity, kde založil novou katedru. Během okupace byl nucen odejít z akademické půdy na venkov. Po skončení války zaujal místo vedoucího etnologické katedry a historie náboženství. Po roce 1948 se přihlásil k marxismu-leninismu a stal se vědecky i společensky konformním s komunistickým režimem. Jiné zdroje ale uvádějí, že díky kontaktům s Volnou myšlenkou naopak i po roce 1948 zůstalo zachováno mnoho jeho přednášek a děl.

## Dílo
Pertold pojímal náboženství specifickým způsobem. V každém náboženství spatřoval tří složky: rozumovou, citovou a složku kultu.
Náboženství dělil na tři stupně:
- primární (prvotní) – vzniklá z bezprostředního kontaktu člověka a přírody (animismus apod.);
- sekundární (druhotná) – vzniklá z lidské reflexe (islám, křesťanství, bráhmanismus, židovství atd.);
- terciární (náboženství třetího stupně) – náboženství lidová.

Původ náboženství spatřoval v lidské představivosti nadpřirozena (např. mana). Odmítl tak nejen Spencerovu (manismus) a Tylorovu (animismus) teorii o původu náboženství, ale odmítl také koncepci J. G. Frazera, který spatřoval prvopočátek náboženství v magii.
Religionistiku dělil na dvě části:
- religionistiku obecnou – zabývá se náboženstvím z obecnějšího hlediska (nebere v potaz např. jeho stáří, původ apod.);
  - konkrétní – sleduje konkrétní náboženství;
  - abstraktní – vychází ze závěrů konkrétní religionistiky a dospívá k obecnějším závěrům;
- religionistika zvláštní – důsledné zkoumání jednoho náboženství (též zvaná konfesijní teologie).